# カネディアン・アカデミイ
カネディアン・アカデミイ(略称：CA　英:Canadian Academy)とは兵庫県神戸市にある幼小中高一貫のインターナショナルスクールである。1913年に創立された WASC 及びCIS 、国際バカロレア認定校。

## 歴史
1913年9月13日、当時神戸に居住していた宣教師の子供の為にカナダ・メソジスト・アカデミーが16人の生徒と共に現在の青谷町にて開校。現在のカネディアン・アカデミイの名には1917年に変更された。1920年に最初の卒業式が行われた。 
1920年代には長峰ハイツに移転し、女子寮や記念館などを増設。その後、1929年に当時のグロスター公の寄付により男子寮が建設され、「グロスター寮」と命名されている。 また1923年には関東大震災の被災者も一時収容している。
太平洋戦争で日本が連合国に宣戦布告した為、1942年に休校 。学校施設は当時の日本政府に徴用され、この内女子寮が敵性外国人の一時収容施設として使用された。その後、グロスター寮及び校長舎以外の全ての建物が神戸大空襲で消失し、残った施設も終戦後はGHQに接収された。
学校は1952年9月17日に再開され、数十年かけて長峰ハイツで再建と成長した。1970年代にはWASCの認定を初めて受けた他、海野光子の指導の下CAの 日本文化部が初めて歌舞伎パフォーマンスを行った。
1990年9月にはそれまでの長峰ハイツから六甲アイランドにある現在の拠点に移転。その5年後に発生した阪神・淡路大震災では学校内に一時3500人近くの住民が避難してきた。
2008年1月にはルーテル国際学園ノルウェー学校の跡地にアーリーラーニングアクティビティセンター（ELAC）が開所。

## 学校教育
CAには世界中から来た85名以上の教員が在籍している。

## 施設
六甲アイランドにある現在のキャンパスはメインキャンパスの他、グロスター寮やELACがある 。ELAC内には図書館とメディアセンターがあり、42000冊以上の蔵書がある。これ以外にも食堂や劇場、体育館やサッカー場もある。
1990年の移転前には摩耶山と六甲山の麓にある長峰ハイツに所在し、数十年もの間神戸市街を見下ろせる場所にあった。

## 学生
2018年度時点で40カ国から641名の生徒 (内訳：幼、小: 280人; 中等部: 141人;高等部:220人 (寄宿生15人含む))が在籍し、 地域別に見ると18% 北米, 8%欧州, 56%アジア系(25%日本人含む)、18% その他となっている。
CAは京阪神のインターナショナルスクールでは三番目の大きさを誇り、六甲アイランド内外の様々な場所からの生徒を受け入れている。

## 著名な卒業生
1913年の創立後、実に3000人近くの生徒が卒業し、その内様々な著名人も含まれている。
- Joji - 歌手、元YouTuber
- 村元哉中 - 女子フィギュアスケーター
- ドナルド・シャイブリー - 日本文化研究者
- 杉谷泰造 - 馬術選手
- ジャレッド・テイラー - 白人ナショナリスト
- マッケンジー・クラグストン[14]  - 元駐日カナダ大使
- 長手絢香 - ココナッツ娘。の元メンバー
- ユリコ・バッケス - 政治家
- ジョン・カブ（英語版） - 神学者